# Garcinia acutifolia
Garcinia acutifolia är en tvåhjärtbladig växtart som beskrevs av N. Robson. Garcinia acutifolia ingår i släktet Garcinia och familjen Clusiaceae. Inga underarter finns listade i Catalogue of Life.